# Шенк, Иоганн (композитор)
Иоганн Баптист Шенк (нем. Johann Baptist Schenk; 30 ноября 1753, Винер-Нойштадт — 29 декабря 1836, Вена) — немецко-австрийский композитор, музыкант и музыкальный педагог.

## Биография
В детстве пел в хоре мальчиков в Бадене. В 1773 году переехал в Вену, где с 1774 по 1777 год учился у Георга Кристофа Вагенсейля и Леопольда Хофмана.
С 1780 года был связан с театром. После 1802 года перестал сочинять для театра и с тех пор писал кантаты и небольшие вокальные произведения.
Преподавал музыку. В 1793 году у него брал уроки Людвиг ван Бетховен. В 1790-е годы он был капельмейстером при дворе князя Ауэрсперга.

## Творчество
Был одним из ведущих создателей зингшпиля в Вене конца XVIII века. В своём творчестве соединил традиции французской комической оперы (разнообразие песенных форм, арий и ансамблевых форм) с итальянской оперой-буффа
Написал 6 симфоний, несколько концертов для арфы, мессы, кантаты и др.
Автор оперы «Der Schatzgraber» (1780), водевилей «Das Singspiel ohne Titel» (1790), «Singspieli Die Weinlese» (1785), «Die Weihnacht auf dem Lande» (1786), «Im Finstern ist nicht Gut Tappen» (1787), «Das unvermutete Seefest» (1789), «Der Erntekranz» (1791), «Achmet und Almanzine» (1795), «Der Dorfbarbier» (1796), «Die Jagd» (1799) и «Der Fassbinder» (1802)
Известность приобрёл, главным образом, благодаря водевилям.